# ليانا أنجور
ليانا أنجور (بالرومانية: Liana Ungur)‏ مواليد 2 يناير 1985، هي لاعبة كرة مضرب رومانية بدأت مسيرتها كمحترفة سنة 2000 تلعب باليد اليمنى. أعلى تصنيف لها في الفردي كان المركز الـ 157 في سنة 2010. بينما في الزوجي أعلى تصنيف كان 262 .

## روابط خارجية
- ليانا أنجور على موقع رابطة محترفات التنس (الإنجليزية)
- ليانا أنجور على موقع الاتحاد الدولي لكرة المضرب (الإنجليزية)
- ليانا أنجور على موقع كأس بيلي جين كينغ (الإنجليزية)
- ليانا أنجور على موقع خلاصة التنس.كوم (الإنجليزية)
- ليانا أنجور على موقع إي إس بي إن.كوم (الإنجليزية)